# تسند-اوچیرین تسوگتباتار
تسند-اوچیرین تسوگتباتار (مغولی: Цэнд-Очирын Цогтбаатар؛ زادهٔ ۱۶ مارس ۱۹۹۶) جودوکار اهل مغولستان است.
وی در مسابقات کشوری و بین‌المللی در مجموع برندهٔ ۱ مدال برنز شده‌است.